# Rosie Fortna
Rosie Pamela Fortna (Filadelfia, 18 dicembre 1946) è un'ex sciatrice alpina statunitense.

## Biografia
Sciatrice polivalente originaria di Warren, debuttò in campo internazionale in occasione degli Eastern ASA Championships 1965, il 13 marzo a Stowe in slalom gigante (8ª); in Coppa del Mondo esordì il 10 marzo 1967 a Franconia in discesa libera (28ª) e ottenne i migliori risultati il 12 marzo successivo nella medesima località in slalom speciale e il 18 gennaio 1968 a Badgastein ancora in slalom speciale (4ª). Ai X Giochi olimpici invernali di Grenoble 1968, sua unica presenza olimpica e iridata, non completò lo slalom speciale; in Coppa del Mondo ottenne l'ultimo piazzamento il 24 febbraio 1971 a Heavenly Valley in slalom speciale (7ª) e prese per l'ultima volta il via due giorni dopo nella medesima località in slalom gigante (13ª).

## Palmarès

### Universiadi
- 3 medaglie:
  - 3 ori (slalom gigante, slalom speciale, combinata a Rovaniemi 1970)[4]

### Coppa del Mondo
- Miglior piazzamento in classifica generale: 19ª nel 1968

### Campionati statunitensi
- 2 medaglie (dati parziali):
  - 1 oro (combinata[5] nel 1970)
  - 1 argento (discesa libera[6] nel 1970)